# 短臀牙漢魚
短臀牙漢魚，為輻鰭魚綱銀漢魚目擬銀漢魚科的其中一種，分布於南美洲智利La Serena至Chiloé淡水流域，為温帶淡水魚，棲息在底中層水域，生活習性不明。